# Большая Налиминка
Большая Налиминка — река в Омской и Томской областях России. Устье реки находится в 235 км по правому берегу реки Ягылъях. Длина реки составляет 32 км. Приток — Малая Налиминка.

## Данные водного реестра
По данным государственного водного реестра России относится к Верхнеобскому бассейновому округу, водохозяйственный участок реки — Васюган, речной подбассейн реки — Васюган. Речной бассейн реки — (Верхняя) Обь до впадения Иртыша.